# Мерсман, Джанни
Джанни Мерсман (нидерл. Gianni Meersman; род. 5 декабря 1985, Тилт,  провинция Западная Фландрия, Бельгия ) — бельгийский профессиональный  шоссейный велогонщик. 

## Карьера
Профессиональный велогонщик в 2007-2016 годах. Четыре года (2013-2016) выступал в команде Quick-Step Floors. В 2014 году стал победителем в генеральной классификации на Туре Валлонии. В 2015 году выиграл однодневные велогонки Кэдел Эванс Грейт Оушен Роуд и Хандзаме Классик. Всего за карьеру  одержал 20 побед, в списке его достижений также победы на этапах Тура Романдии, Париж-Ниццы и Вуэльты Каталонии.
В 2016 году одержал победу на 2-м и 5-м этапах Вуэльта Испании.
В августе 2016 года подписал контракт с проконтинентальной командой Fortuneo - Vital Concept.Во время медицинских тестов перед началом нового сезона у 31-летнего гонщика обнаружили сердечную аритмию и образовавшуюся на сердце рубцовую ткань, в связи с чем он был вынужден завершить карьеру велогонщика.
С октября 2017 года - спортивный директор команды по циклокроссу  Marlux–Napoleon Games.

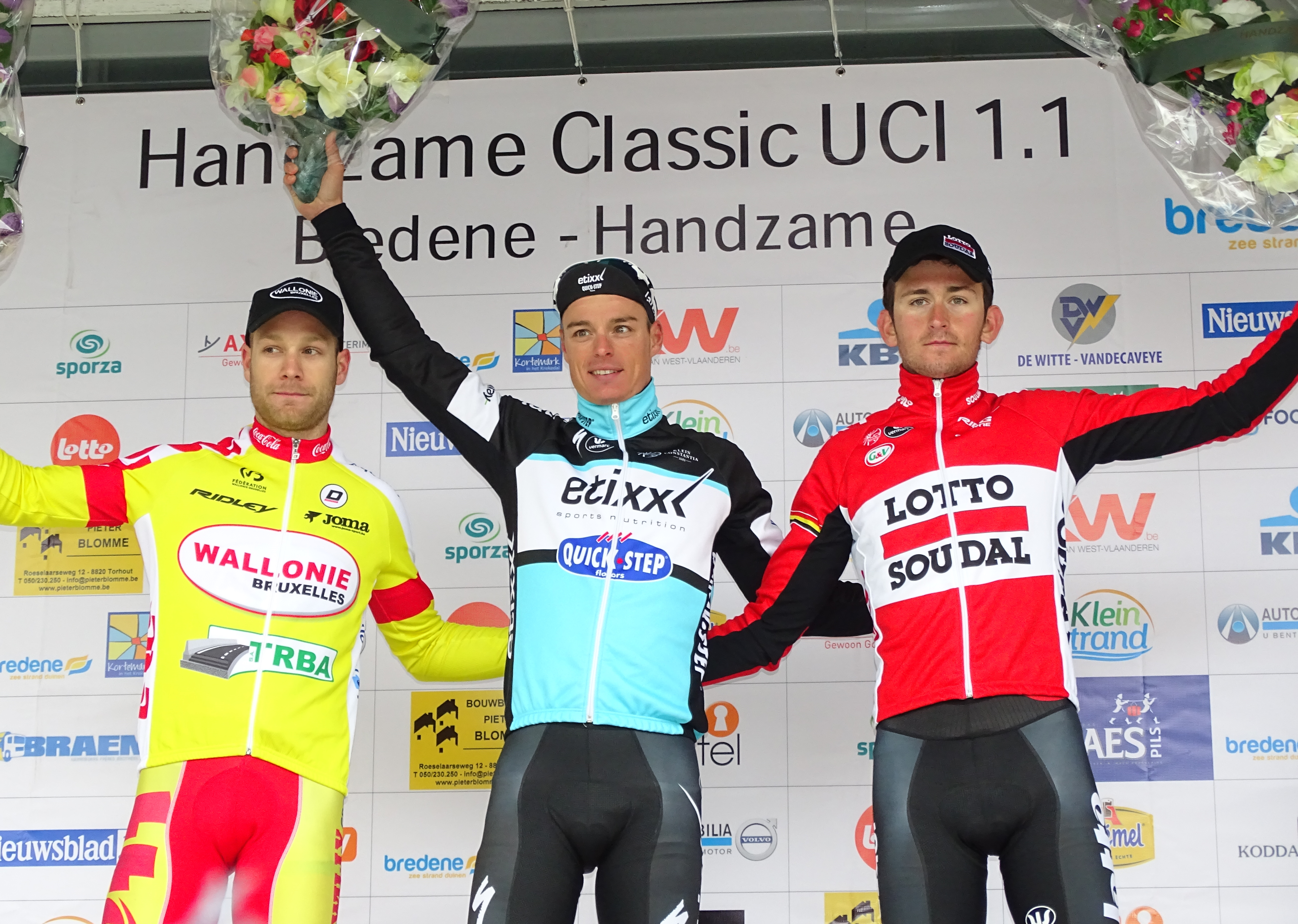
Джанни Мерсман (в центре) на подиуме велогонки "Хандзаме Классик" в 2015

## Достижения
2006
2-й - Зеллик — Галмарден
2007
1-й - этап 5 Тур Австрии
1-й - этап 3 Тур Джорджии
7-й - Тур Бельгии  — ГК
8-й - Три дня Западной Фландрии  — ГК
2008
1-й - этап 4 Тур Валлонии
2-й - Этуаль де Бессеж  — ГК
3-й - Трофей Гремпёр
3-й - Гран-при Плюмелека-Морбиана
6-й - Четыре дня Дюнкерка  — ГК
9-й - Кольцо Лотарингии  — ГК
2010
2-й - Париж — Коррез  — ГК
2011
1-й - Circuit des Ardennes — ГК
1-й  - ОК
1-й - этап 2
2-й - Чемпионат Бельгии — групповая гонка
2-й - Париж – Труа
2-й - Route Adélie
3-й - Халле — Ингойгем
4-й - Flèche d'Emeraude
7-й - Международная неделя Коппи и Бартали
8-й - Брабантсе Пейл
10-й - Стер ЗЛМ Тур — ГК
2012
1-й - этап 4 Париж — Ницца
2-й - Тур Валлонии — ГК
3-й - Классика Сан-Себастьяна
10-й - Вольта Алгарви — ГК
1-й - этап 1
2013
1-й - этапы 1 и 2 Вуэльта Каталонии
1-й - этапы 1 и 3 Тур Романдии
1-й - пролог  (ИГ) Тур де Л’Эн
1-й  - Критериум Дофине  - ОК
2-й - Чемпионат Бельгии — групповая гонка
6-й - Классика Сюд Ардеш
6-й - Эшборн — Франкфурт
7-й - Trofeo Platja de Muro
2014
1-й  - Тур Валлонии — ГК
1-й - ОК
1-й - этап 5
1-й - Trofeo Muro-Port d'Alcúdia
1-й - пролог (ИГ) и этап 2 Тур де Л’Эн
3-й - Стер ЗЛМ Тур — ГК
3-й - Trofeo Ses Salines
3-й - Ля Дром Классик
4-й - Тур Пикардии — ГК
4-й - Trofeo Palma
6-й - Гран-при Квебека
7-й - Гран-при Импанис–Ван Петегем
9-й - Классика Сюд Ардеш
2015
1-й - Кэдел Эванс Грейт Оушен Роуд
1-й - Хандзаме Классик
1-й - этап 1 Вольта Алгарви
2-й - Ле-Самен
6-й - People's Choice Classic
2016
Вуэльта Испании
1-й - этапы 1 и 5
 - лидер в ОК после этапов 2 и 5-9
2-й - Тур Валлонии — ГК
3-й - Хандзаме Классик
8-й - Мюнстерланд Джиро
| ГК | Генеральная классификация |
| ОК | Очковая классификация     |

### Гранд-туры
| Гонка           | 2008 | 2009 | 2010 | 2011 | 2012 | 2013 | 2014 | 2015 | 2016 |
| --------------- | ---- | ---- | ---- | ---- | ---- | ---- | ---- | ---- | ---- |
| Джиро д'Италия  | —    | —    | —    | —    | НФ   | —    | —    | НФ   | —    |
| Тур де Франс    | —    | —    | —    | 77   | —    | —    | —    | —    | —    |
| Вуэльта Испании | НФ   | —    | 98   | —    | 57   | 58   | —    | —    | 111  |